# (474109) 2016 LB28
(474109) 2016 LB28 es un asteroide perteneciente al cinturón de asteroides, descubierto el 17 de enero de 1998 por el equipo del OCA-DLR Asteroid Survey desde el Sitio de Observación de Calern, Caussols, Francia.

## Designación y nombre
Designado provisionalmente como 2016 LB28.

## Características orbitales
2016 LB28 está situado a una distancia media del Sol de 2,275 ua, pudiendo alejarse hasta 2,390 ua y acercarse hasta 2,160 ua. Su excentricidad es 0,050 y la inclinación orbital 6,872 grados. Emplea 1253 días en completar una órbita alrededor del Sol.

## Características físicas
La magnitud absoluta de 2016 LB28 es 17,467.